# Tabaiba (El Rosario)
Tabaiba es una entidad de población del municipio de El Rosario, en la isla de Tenerife —Canarias, España—.

## Toponimia
Su nombre hace alusión a las especies vegetales del género Euphorbia, conocidas en las islas con el nombre genérico de tabaibas.

## Características
Se encuentra situado a aproximadamente once kilómetros al sureste del centro municipal, a una altitud media de 190 m s. n. m.
Está formado por conjuntos de urbanizaciones, estando dividida en los núcleos de Tabaiba Alta, Tabaiba Media y Tabaiba Baja.

### Tabaiba Alta
Se localiza al norte de la Carretera General del Sur. Aquí se encuentran el Colegio Alemán y el Parque Periurbano La Higuera.

### Tabaiba Media
Este núcleo se ubica entre la Autopista del Sur y la Carretera General del Sur.

### Tabaiba Baja
Cuenta con una oficina descentralizada del Ayuntamiento de El Rosario, varios parques infantiles y plazas públicas, así como con una biblioteca pública. Aquí se encuentran además el Club Deportivo Jardín del Mar, la Piscina Natural del Rosario y la pequeña playa de Tabaiba.

## Demografía
| Año        | 2000  | 2001  | 2002  | 2003  | 2004  | 2005  | 2006  | 2007  | 2008  | 2009  | 2010  | 2011  | 2012  | 2013  |
| ---------- | ----- | ----- | ----- | ----- | ----- | ----- | ----- | ----- | ----- | ----- | ----- | ----- | ----- | ----- |
| Habitantes | 2.063 | 2.192 | 2.323 | 2.278 | 2.418 | 2.638 | 2.660 | 2.866 | 3.014 | 3.104 | 3.158 | 3.215 | 3.329 | 3.420 |

## Comunicaciones
Se accede a Tabaiba principalmente por la Autopista del Sur TF-1 y por la Carretera General del Sur TF-28.

### Transporte público
Cuenta con  una parada de taxi en la calle de Bélgica, en Tabaiba Baja.
En autobús —guagua— queda conectado mediante la siguiente línea de TITSA: 
| Línea | Trayecto                                                                     | Recorrido |
| ----- | ---------------------------------------------------------------------------- | --- |
| 111   | Sta. Cruz - Aeropuerto Sur - Los Cristianos - Costa Adeje                    | Horario/Línea                                                                                                   |
| 112   | Sta. Cruz - Arona (por Costa del Silencio)                                   | Horario/Línea (enlace roto disponible en Internet Archive; véase el historial, la primera versión y la última). |
| 115   | Sta. Cruz - Las Galletas - Costa del Silencio                                | Horario/Línea (enlace roto disponible en Internet Archive; véase el historial, la primera versión y la última). |
| 116   | Sta. Cruz - Granadilla (por El Médano)                                       | Horario/Línea (enlace roto disponible en Internet Archive; véase el historial, la primera versión y la última). |
| 120   | Sta. Cruz - Güímar (por Candelaria y el Puertito de Güímar)                  | Horario/Línea                                                                                                   |
| 121   | Sta. Cruz - Güímar (por Arafo)                                               | Horario/Línea                                                                                                   |
| 122   | Sta. Cruz - Las Caletillas - Candelaria y Polígono Industrial de Güímar      | Horario/Línea                                                                                                   |
| 123   | Sta. Cruz - Araya (por Las Caletillas y Candelaria)                          | Horario/Línea Archivado el 29 de julio de 2016 en Wayback Machine.                                              |
| 124   | Sta. Cruz - Güímar (por Candelaria y Polígono I. de Güímar)                  | Horario/Línea Archivado el 29 de julio de 2016 en Wayback Machine.                                              |
| 126   | Candelaria - Guajara (Universidad) - H. U. La Candelaria - Intercambiador SC | Horario/Línea                                                                                                   |
| 127   | Taco - Güímar (por Barranco Hondo y Candelaria)                              | Horario/Línea                                                                                                   |
| 131   | Sta. Cruz - Igueste de Candelaria (por Las Caletillas)                       | Horario/Línea Archivado el 29 de julio de 2016 en Wayback Machine.                                              |
| 138   | Sta. Cruz - Tabaiba Baja (por Radazul)                                       | Horario/Línea                                                                                                   |
| 139   | Sta. Cruz - Tabaiba Baja (por Radazul)                                       | Horario/Línea                                                                                                   |
| 142   | Sta. Cruz - Añaza - Acorán - Barranco Hondo                                  | Horario/Línea                                                                                                   |

## Lugares de interés
- Piscina Natural del Rosario
- Playa de Tabaiba
- Sendero litoral de Tabaiba-Radazul
- Biblioteca Pública Municipal de Tabaiba